# La scelta (singolo)
La scelta è un singolo del rapper italiano Caparezza, pubblicato il 16 aprile 2021 come secondo estratto dall'ottavo album in studio Exuvia.

## Descrizione
Il brano racconta le storie di Ludwig van Beethoven e Mark Hollis (i cui nomi nel testo sono stati italianizzati rispettivamente in Ludovico e Marco), entrambi musicisti, ma che hanno compiuto scelte di vita opposte: il primo dedicatosi alla musica fino alla morte, mentre il secondo ritiratosi a vita privata dopo il successo. Come spiegato da Caparezza stesso, La scelta rappresenta anche uno dei momenti importanti del concept del disco, nel quale il protagonista deve prendere una decisione definitiva al fine di uscire dal proprio limbo.

## Video musicale
Il video, diretto da Fabrizio Conte e girato presso il Live Club di Trezzo sull'Adda, è stato pubblicato in concomitanza con il lancio del singolo attraverso il canale YouTube del rapper.

## Tracce
1. La scelta – 4:35

## Formazione
Musicisti
- Michele Salvemini – voce, arrangiamento, tastiera
- Gaetano Camporeale – arrangiamento, tastiera
- Alfredo Ferrero – arrangiamento, chitarra acustica ed elettrica
- Rino Corrieri – batteria acustica
- Giovanni Astorino – basso
- Emanuele Petruzzella – pianoforte
- Nicola Farina – accordatura pianoforte
- Annamaria Bellocchio – soprano
- Paola Abbattista – soprano
- Floriana De Palma – mezzosoprano
- Antonella Parisi – mezzosoprano
- Elisabetta Spadavecchia – contralto
- Shannon Kathleen Anderson – contralto
- Antonio Magarelli – arrangiamento e direzione delle voci
- Annamaria Loiacono – coach vocale

Produzione
- Michele Salvemini – produzione, pre-produzione
- Gaetano Camporeale – pre-produzione
- Alfredo Ferrero – pre-produzione
- Antonio Porcelli – registrazione
- Francesco Aiello – registrazione
- Chris Lord-Alge – missaggio
- Brian Judd – assistenza al missaggio
- Adam Chagnon – ingegneria del suono aggiuntiva
- Chris Gehringer – mastering

## Classifiche
| Classifica (2021) | Posizione massima |
| ----------------- | ----------------- |
| Italia            | 66                |